# Ducs d'Atri
 (juillet 2024).
Si vous disposez d'ouvrages ou d'articles de référence ou si vous connaissez des sites web de qualité traitant du thème abordé ici, merci de compléter l'article en donnant les références utiles à sa vérifiabilité et en les liant à la section « Notes et références ».
Les ducs d'Atri (Acquaviva Dux Hatriae) est une lignée italienne, qui voit le jour avec l'attribution de ce titre à Antonio Acquaviva, en 1393.

## Historique
Au XIVe siècle, les Acquaviva  obtiennent les fiefs de Sant'Omero et de Garrufo de Acquaviva Picena (proche de San Benedetto del Tronto).
Antonio, fils de Matteo (†1362) et de Jacopa Sanseverino, seigneur de Morro, Canzano, Ripa d'Avardo, Poggio a Bassano, Torre di Tronto, Sant'Omero, Monticelli, Poggio Morello, Cordesca, Bisenzo, Volviano, Rubiano, Castelvecchio, Bellante, Corropoli, Castello di Mejnlano et Notaresco ; chambellan, justicier des Abruzzes dès 1381, devient 1er comte de San Flaviano le 18 avril 1382, comte de Montoro en 1383, seigneur de Teramo, achète Atri le 6 avril 1393, devient 1e duc d’Atri le 6 mai 1393, vicaire général de l'Église.
La dynastie des Acquaviva a été liée à Atri pendant quatre siècles.
La juridiction du duché d'Atri s'étendait des frontières du Tronto jusqu'à Pescara et du pied du Gran Sasso jusqu'à la mer.
La lignée s'éteint avec Isabella (1703-1760) et le duché tomba alors en possession du royaume de Naples. Il fut cependant renversé sous la ramification cadette des comtes de Conversano, sous Carlo, 21e duc d'Atri.

### Filiation
```
Antonio Aquaviva
(†1395), 
1
re
 
duc d'
Atri
│  ∞ 
Ceccarella Cantelmo 
; 
│
└─> 
Andrea Matteo I
(†
Teramo
1407), 
2
e
 
duc
 d'
Atri
     │  ∞ 
Caterina Tomacelli
, fille de 
Giovannello Tomacelli
, marquis d'
Ancône
 et nièce de 
Boniface IX
 ; 
     │
     ├─> 
Antonio II
 (†1414), 
3
e
 
duc
 d'
Atri
     │    ∞ 
Maria Orsini del Balzo
, fille de 
Raimondello Orsini
, prince de 
Taranto
 ;  
     │
     └─> 
Pierbonifacio
(†1421), 
4
e
 
duc
 d'
Atri
     │    ∞  
Caterina Riccardi de 
Ortona
;
     │   │
     │   └─>
Andrea Matteo II
(†1442), 
5
e
 
duc
 d'
Atri
     │    ∞  
Isotta Sforza
, fille de 
Francesco I
, duc de 
Milan
;
     │
     └─> 
Giosia
(†1462), 
6
e
 
duc
 d'
Atri
, tuteur d'
Andrea Matteo II
         │    ∞  
Antonella Migliorati di Fermo
 (3me noces);
         │
         └─>
Giulio Antonio Acquaviva
 
d'Aragon
(1430-
Otrante
 1481), 
7
e
 
duc
 d'
Atri
             │    ∞  
Caterina Orsini del Balzo
 (2me noces);
             ├─>...
             │
             └─>
Andrea Matteo III
(1458-1529), 
8
e
 
duc
 d'
Atri
                 │ ∞ 
Isabella Todeschini Piccolomini
, fille de 
Antonio
, 1
e
 duc d'
Amalfi
 et nièce de 
Pie II
; 
                 │
                 ├─> ...
                 │
                 └─>
Giovanni Antonio Donato
(1490-1554), 
9
e
 
duc
 d'
Atri
                     │     ∞ 
Isabella Spinelli
(°1500), fille de 
Giambattista
, comte de 
Cariati
 ;
                     │
                     └─>
Giovanni Girolamo I
(1521-1592), 
10
e
 
duc
 d'
Atri
                         │   ∞ 
Margherita Pio
(°1525), fille de 
Alberto
, comte de 
Carpi
 ;
                         │
                         ├─>
Alberto
(1545-1597), 
11
e
 
duc
 d'
Atri
                         │   │    ∞ 
Beatrice de Lannoy
, fille de 
Horace
, 
prince de Sulmona
;
                         │   │
                         │   └─>
Giosia II
 (1574-1620), 
12
e
 
duc
 d'
Atri
                         │       │   ∞ 
Margherita Ruffo di Scilla
 (°1590), fille de 
Fabrizio
, 1
e
 prince de 
Scilla
;
                         │       │
                         │       └─>
Francesco
 (1605-1649), 
13
e
 
duc
 d'
Atri
                         │           │  ∞  
Anna Conclubet
 (†1653), fille de 
Francesco
, marquis dell' 
Arena
;
                         │           │
                         │           └─>
Giosia III
 (1631-1679), 
14
e
 
duc
 d'
Atri
                         │               │   ∞ 
Francesca Caracciolo
 (°1646), fille de 
Giuseppe
, 1
e
 prince de 
Torella
;
                         │               │
                         │               └─>
Giovanni Girolamo
 (1663-1709), 
15
e
 
duc
 d'
Atri
                         │                   │   ∞ 
Eleonora Spinelli
 (°1660), fille de 
Troiano
, 
4
e
 
prince
 de 
Oliveto
 et 
5
e
 
duc
 d'
Aquara
 (2me noces);
                         │                   │
                         │                   ├─>
Giosia IV'
 (†1710), 
16
e
 
duc
 d'
Atri
;

                         │                   │
                         │                   ├─>
Domenico
 (1690-1745), 
17
e
 
duc
 d'
Atri
, 
Chevalier de la Toison d’Or
, capitaine des 
Gardes Italiens
                         │                   │   ∞ 
Eleonora Pio di Savoia
 (°1720), fille de 
Francesco
, 
6
e
 
marquis
 de 
Castelo Rodrigo
;
                         │                   │
                         │                   ├─>
Cardinal Troiano
, (1689-1747), 
18
e
 
duc
 d'
Atri
, ministre du roi 
Philippe V
 et de 
Charles IV de Bourbon
 ;
                         │                   │
                         │                   ├─>
Ridolfo
, (1695-1755), 
19
e
 
duc
 d'
Atri
                         │                   │  ∞  
Laura Salviati
 (1725-1802), fille de 
Gian Vincenzo
, 
4
e
 
duc
 de 
Giuliano
;
                         │                   │
                         │                   └─>
Isabella
 (1703-1760), 
20
e
 
duchesse
 d'
Atri
                         │                         ∞  
Filippo Strozzi
 (1700-1763), 
2
e
 
prince
 de 
Forano
 et 
3
e
 
duc
 de 
Bagnolo
;
                         │
                         └─>
Adriano
 (†1607), 1
e
 duc de 
Noci
;
                             └─>
Giulio
 (†1623), 
2
e
 
duc
 de 
Noci
;
                                 └─>
Giangirolamo II
 (†1665), 
3
e
 
duc
 de 
Noci
, 
7
e
 
duc de Nardò
;
                                     └─>
Cosimo
 (†1665), 
4
e
 
duc
 de 
Noci
, 
8
e
 
duc de Nardò
;
                                         ├─>
Giangirolamo III
 (†1680), 
5
e
 
duc
 de 
Noci
, 
9
e
 
duc de Nardò
;
                                         └─>
Giulio Antonio
 (†1691), 
6
e
 
duc
 de 
Noci
, 
10
e
 
duc de Nardò
;
                                             └─>
Giulio Antonio
 (1691-1746), 
7
e
 
duc
 de 
Noci
, 
11
e
 
duc de Nardò
;
                                                 │
                                                 ├─>
Carlo
, 
21
e
 
duc
 d'
Atri
;
                                                 │    
                                                 └─>
Giovanni Girolamo
(+1777), 
8
e
 
duc
 de 
Noci
, 
12
e
 
duc de Nardò
;  
                                                     └─>
Giulio Antonio
 (1742-1801), 
9
e
 
duc
 de 
Noci
, 
13
e
 
duc de Nardò
;
                                                         │    
                                                         └─>
Giangirolamo
(1786-1848), 
23
e
 
duc
 d'
Atri
                                                             │   ∞ 
Maria Giulia Colonna
 (1783-1867), fille de 
Andrea
, 
2
e
 
prince
 de 
Stigliano
; Giuseppe, Anna Maria, Petronella Deviato 1917-1989))|
                                                                
                                                             └─>
Luigi
 (1812-1898), 
24
e
 
duc
 d'
Atri
                                                                 │   ∞ 
Giulia Milazzi di Casalaspro
 (1828-1863) ;
                                                                 │    
                                                                 └─>
Giulia
 (1887-1972), 
25
e
 
duchesse
 d'
Atri
, 
17
e
 
duchesse de Nardò
                                                                     │ ∞ 
Giustiniano Perrelli-Tomacelli-Filomarino
, 
10
e
 
prince
 de 
Bojano
;
                                                                     │    
                                                                     └─>
Fabio Tomacelli Filomarino Acquaviva d'Aragon
 (1920-2003), 
26
e
 
duc
 d'
Atri
, 
11
e
 
prince
 de 
Bojano
. 
```